# Embalse de Priañes
El Embalse de Priañes es un embalse español situado en la zona central del Principado de Asturias, sobre el cauce del río Nora. Fue inaugurado en el año 1953, recrecido en 1967, y tiene una capacidad de 1,91 hm3.
Su presa es de tipo gravedad y tiene 27 metros de altura. Se sitúa entre los concejos de Oviedo y Las Regueras, muy cerca del límite de ambos concejos con el de Grado. Ocupa una superficie de 35,17 ha, formando frontera natural entre Oviedo y Las Regueras.
Su aprovechamiento es fundamentalmente hidroeléctrico, alimentando junto con el embalse de El Furacón, en el río Nalón, la central hidroeléctrica de Priañes, con una producción anual media de 60 GWh.
Aproximadamente 500 metros después de la presa, el río Nora da sus aguas al río Nalón.